# Euphorbia heteropoda
Euphorbia heteropoda es una especie fanerógama perteneciente a la familia de las euforbiáceas. Es endémica de Tanzania.

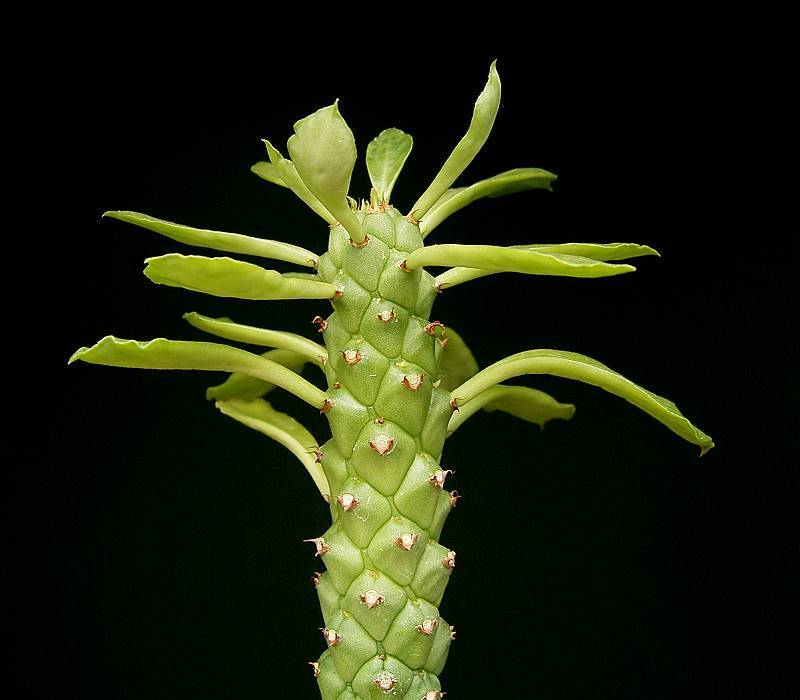
Detalle del tallo

## Descripción
Tiene tallos que surgen de un grueso rizoma, probablemente perenne,  no ramificado, cilíndrico, carnoso, prominente tuberculado; los tubérculos romboidales cuadrangulares en la parte inferior y hexagonales en la parte superior del tallo, por lo general lleva 2-3 espinas muy cortas o diminutas alrededor de la base de la hoja o de la cicatriz la hoja. Hojas carnosas, antes de hoja caduca,  romboide-espatuladas, obtusamente redondeadas, y mucronadas o agudas en el ápice, que se reduce a un pecíolo corto, serrulado en la parte apical. Las flores no se describen.

## Variedades
- Euphorbia heteropoda var. formosa (P.R.O.Bally) Bruyns 2006 .(= Monadenium heteropodum var. formosum, Monadenium schubei var. formosum)
- Euphorbia heteropoda var. heteropoda (= Monadenium heteropodum var. heteropodum)

## Taxonomía
Euphorbia heteropoda fue descrita por Ferdinand Albin Pax y publicado en Botanische Jahrbücher für Systematik, Pflanzengeschichte und Pflanzengeographie 34: 374. 1904.
Etimología
Euphorbia: nombre genérico que deriva del médico griego del rey Juba II de Mauritania (52 a 50 a. C. - 23), Euphorbus, en su honor – o en alusión a su gran vientre –  ya que usaba médicamente Euphorbia resinifera. En 1753 Carlos Linneo asignó el nombre a todo el género.
heteropoda: epíteto
Sinonimia
- Euphorbia heteropodum Pax.
- Monadenium heteropodum (Pax) N.E.Br. in D.Oliver & auct. suc. (eds.) (1911).[5][6]